# Allegoria ed effetti del Buono e del Cattivo Governo
Allegoria ed effetti del Buono e del Cattivo Governo è un ciclo di affreschi di Ambrogio Lorenzetti, conservato nel Palazzo Pubblico di Siena e databile al 1338-1339. Gli affreschi, che dovevano ispirare l'operato dei governatori cittadini che si riunivano in queste sale, sono composti da sei scene disposte lungo tutto il registro superiore di tre pareti di una stanza rettangolare, detta Sala del Consiglio dei Nove, o della Pace.

## Storia

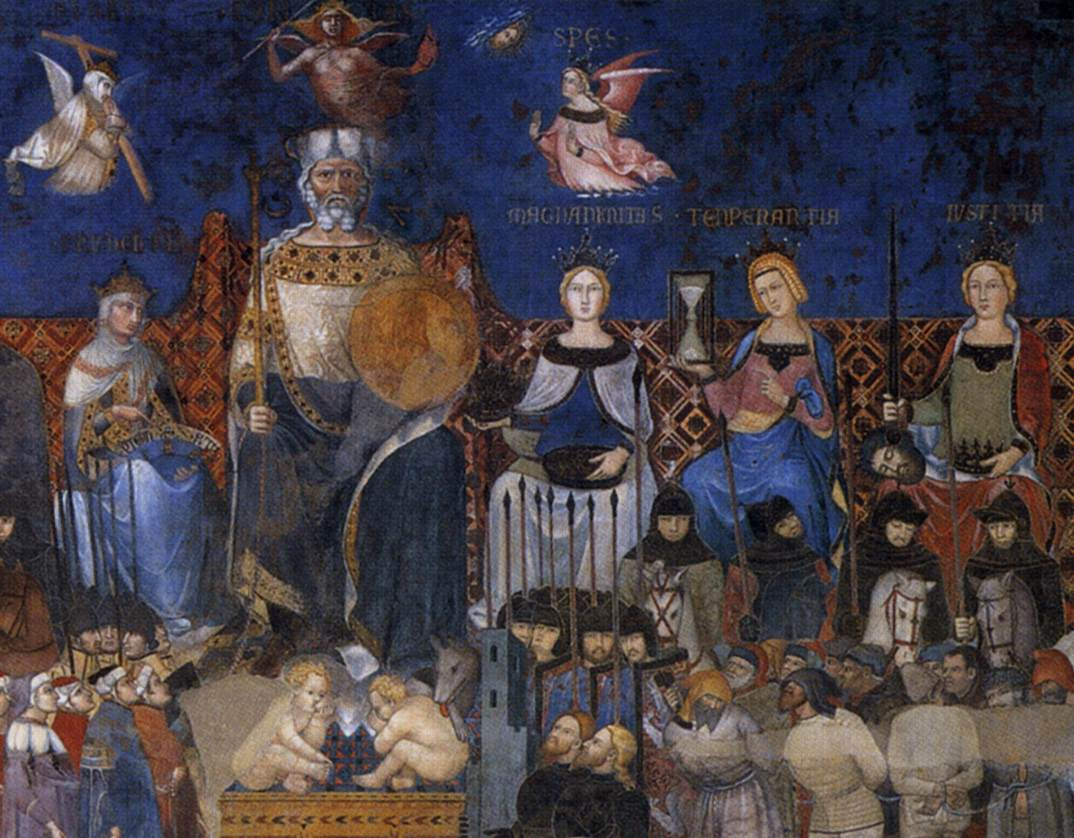
Allegoria del Buon Governo (dettaglio), 1338-1339, Sala della Pace, Palazzo Pubblico, Siena

Gli affreschi furono proposti dal Governo della Città di Siena, che in quegli anni era governata da nove cittadini, il Governo dei Nove appunto, che rimanevano in carica un periodo di tempo limitato, per lasciare poi il posto ad altri nove.
I documenti attestano che Ambrogio Lorenzetti lavorò agli affreschi dal febbraio del 1338 al maggio del 1339, lasciandovi la firma sotto l'affresco della parete di fondo, dove si trova l’Allegoria del Buon Governo: “Ambrosius Laurentii de Senis hic pinxit utrinque…”, che alla lettera vuol dire “Ambrogio di Lorenzo da Siena mi ha dipinto da entrambi i lati…”. Purtroppo la firma è incompleta e forse recava un tempo anche l'anno di esecuzione.
I Nove hanno deciso di affidare ad Ambrogio la realizzazione di questi affreschi per onorarlo quale miglior pittore senese del momento e in quanto in grado di interpretare al meglio il modo di vivere della borghesia mercantile allora al potere La Sala del Consiglio dei Nove ha subito negli anni numerose modifiche: Il sistema degli accessi alla sala è stato modificato e sono andati perduti la mobilia e gli arredi originari. Anche gli affreschi hanno subito integrazioni, spesso infelici, e mostrano qua e là lacune. Tuttavia l'opera di Ambrogio è in larga misura conservata, grazie anche all'importante restauro degli ultimi anni '80. Questi affreschi assumono una particolare importanza se si considera che essi sono una delle prime espressioni di arte civile.

## Descrizione
Gli affreschi hanno un chiaro effetto didascalico, confrontando l'allegoria del Buon Governo (sulla parete di fondo) con quella del Cattivo Governo (sulla parete laterale sinistra), entrambe popolate da personaggi allegorici facilmente identificabili grazie alle didascalie. A queste seguono due paesaggi di una medesima città (Siena), con gli effetti del Buon Governo dove i cittadini vivono nell'ordine e nell'armonia (sulla parete laterale destra), e gli effetti del Cattivo Governo dove si vede una città in rovina (sulla parete laterale sinistra).
Il ciclo è una delle prime opere di carattere totalmente laico nella storia dell'arte medievale. Gli affreschi dovevano ispirare l'operato dei governatori cittadini, che si riunivano in queste sale. Il risultato appare infatti denso di riferimenti storici artistici e letterari e nasce da un progetto molto ambizioso con toni polemici e perentori nei contenuti, che intendeva coinvolgere il pubblico in riflessioni che investivano direttamente il coevo contesto sociopolitico.
Nella storia dell'arte italiana è la prima opera di contenuto non più solo religioso ma politico e filosofico. L'assunto dottrinale si rifà al pensiero di san Tommaso d'Aquino in quanto riflette la gerarchia dei princìpi e dei fatti, delle cause e degli effetti ed anche poiché pone come motivi fondamentali dell'ordine politico l’autorità (nelle allegorie) e la socialità (negli effetti), insistendo in particolare sul concetto aristotelico della naturalità della socievolezza umana.

### Allegoria del Buon Governo

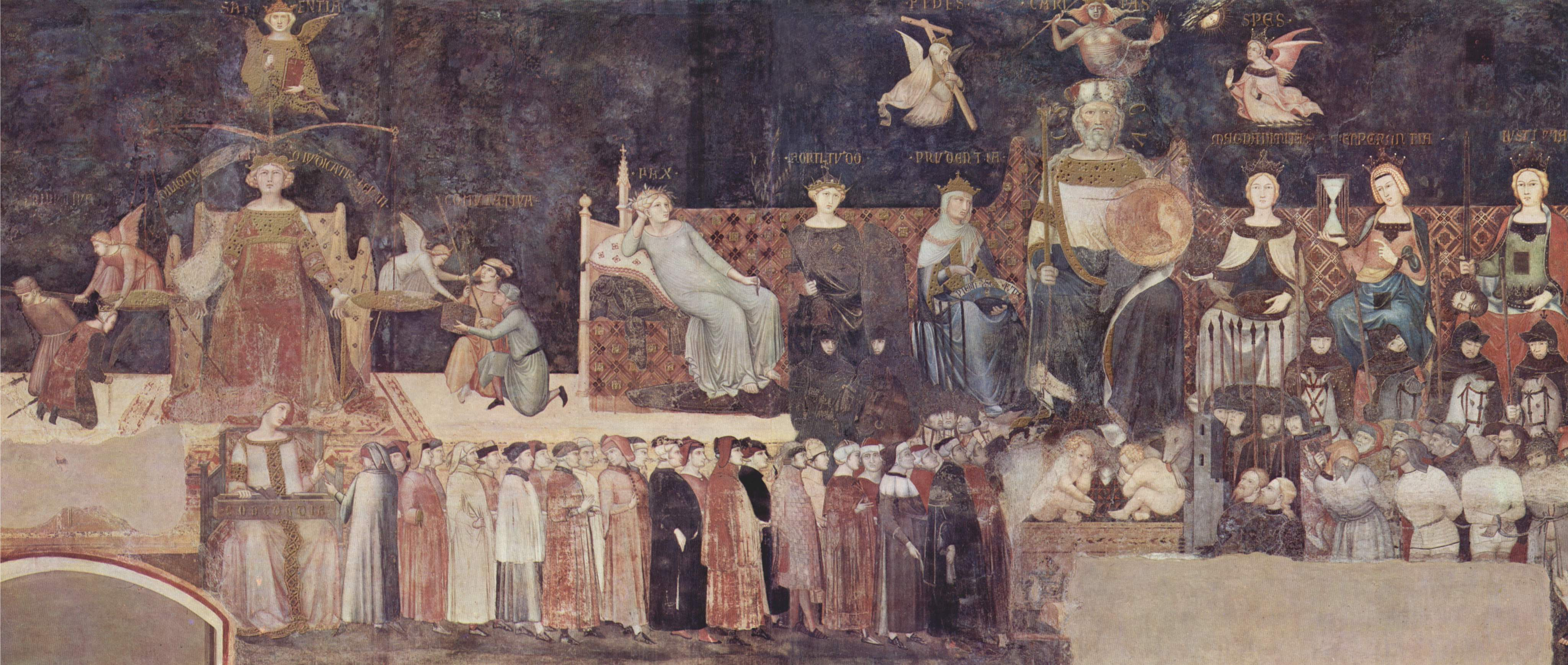
Allegoria del Buon Governo, 1338-1339, Sala della Pace, Palazzo Pubblico, Siena

Si trova sulla parete di fondo (quella opposta alla finestra). A sinistra, in posizione elevata, si trova la Sapienza Divina, incoronata, alata e con un libro in mano. Con la mano destra tiene una bilancia, sui cui piatti due angeli amministrano i due rami della giustizia secondo la tradizione aristotelica: "distributiva" (a sinistra) e "commutativa" (a destra). Il primo angelo decapita un uomo e ne incorona un altro. Il secondo angelo consegna a due mercanti gli strumenti di misura nel commercio: lo staio per misurare il grano e il sale e due strumenti di misura lineare (a Siena si usavano la "canna" e il "passetto"). La bilancia è regolata dalla Giustizia in trono, virtù ed istituzione cittadina che però è solo amministratrice, essendo la Sapienza Divina, l'unica a reggere il peso della bilancia e verso cui la Giustizia stessa volge lo sguardo. Dalle vite dei due angeli partono due corde che si riuniscono per mano della Concordia, diretta conseguenza della Giustizia e assisa anch'essa su una sedia e con in grembo una pialla, simbolo di uguaglianza e "livellatrice" dei contrasti. La corda è tenuta in pugno da ventiquattro cittadini allineati a fianco della Concordia e simboleggianti la comunità di Siena. Questi sono vestiti in maniera diversa e sono quindi di varia estrazione sociale e di varia professione.
Al termine del corteo di cittadini troviamo il simbolo di Siena, la lupa con i due gemelli, sopra il quale emana il Comune di Siena, rappresentato da un monarca in maestà identificato con la scritta C[omunis] S[enarum] C[ivitas] V[irginis]. Il Comune è vestito in bianco e nero, ed ha numerosi ornamenti anch'essi in bianco e nero, chiaro richiamo alla balzana, simbolo di Siena. In mano tiene uno scettro ed uno scudo con l'immagine della Vergine col Bambino, affiancati da due angeli ed in testa ha un copricapo di pelliccia di vaio, riferimento allo stato di giudice. Al suo polso destro è legata la corda della giustizia consegnatagli dai cittadini stessi. Il Comune è protetto e ispirato dalle tre Virtù teologali, rappresentate alate in alto, ovvero: la Fede, Speranza e Carità. Ai suoi lati siedono invece, su un ampio seggio coperto da un pregiatissimo tessuto, le quattro Virtù Cardinali, la Giustizia, Temperanza, Prudenza e Fortezza, con alcuni degli accessori tipici dell'iconografia medievale, che sono la spada, la corona e il capo mozzo per la Giustizia, la clessidra segno di saggio impiego del tempo per la Temperanza, uno specchio per interpretare il passato, leggere bene il presente e prevedere il futuro per la Prudenza, la mazza e lo scudo per la Fortezza. A loro si uniscono altre due Virtù non convenzionali, ovvero la Pace, mollemente semisdraiata in una posa sinuosa su un cumulo di armi e con il ramo di ulivo in mano, e la Magnanimità, dispensatrice di corone e denari. Più in basso troviamo l'Esercito della città, composto dalla cavalleria e dalla fanteria, che sottomette un gruppo di uomini di cui riconosciamo una serie di prigionieri legati da una corda, due uomini armati che consegnano il loro castello e un altro uomo che consegna le chiavi della sua città.
Nella visione d'insieme, l'affresco si articola su tre registri: quello superiore con le componenti divine (Sapienza Divina e Virtù Teologali), quello intermedio con le Istituzioni cittadine (la Giustizia, il Comune, le Virtù Cardinali), quello più basso con i costruttori, nonché fruitori, di queste istituzioni (esercito e cittadini). La corda simboleggia l'unione tra la Giustizia e il Comune, inscindibili e inutili senza l'altro e tenuti insieme dai cittadini in stato di armonia. L'affresco esprime anche la percezione della giustizia nella Siena del tempo, una giustizia che non è solo giudizio di giusti e colpevoli, ma anche regolatrice di rapporti commerciali. È inoltre una giustizia che, pur ispirata da Dio, non si perita a condannare a morte e soggiogare le popolazioni vicine.

### Effetti del Buon Governo in città

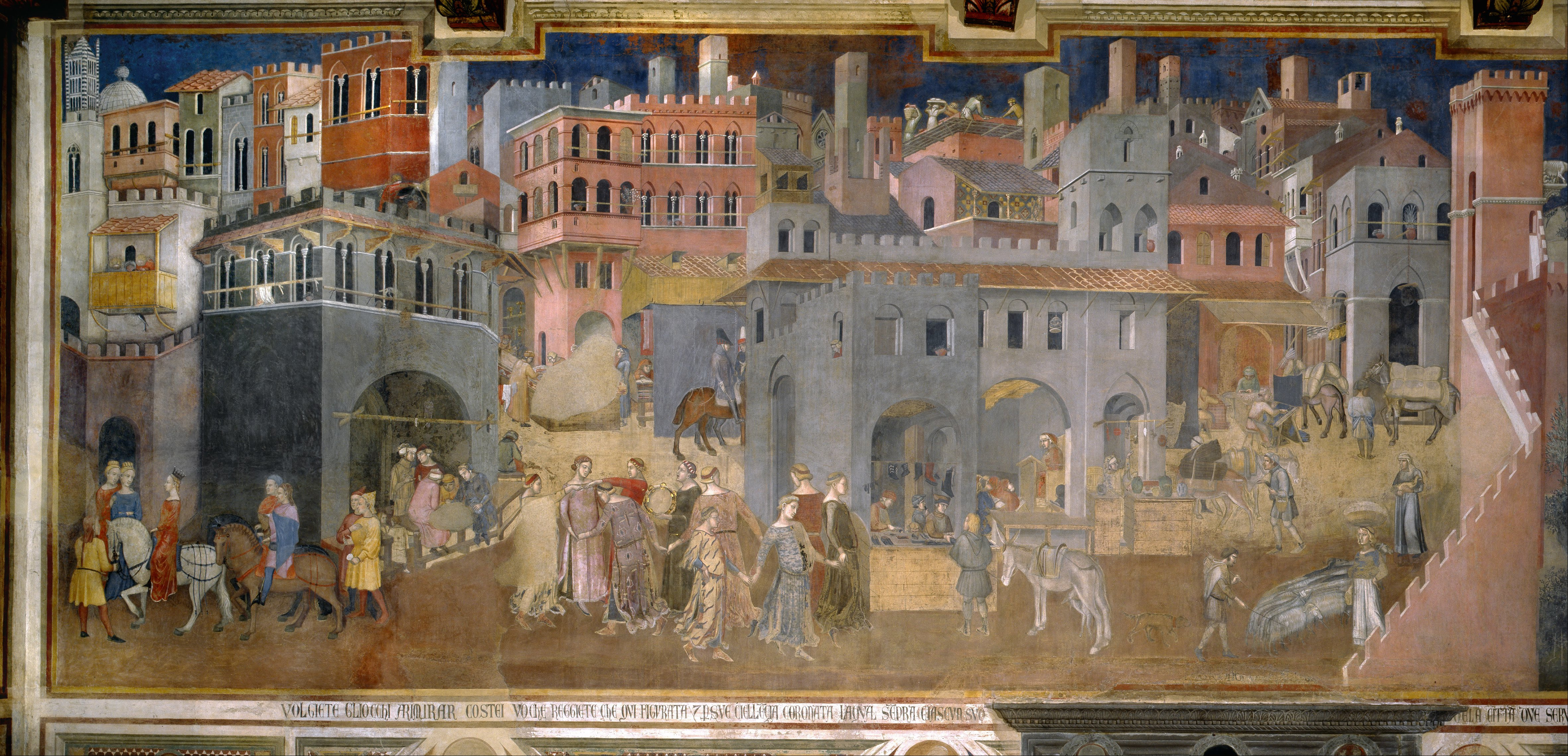
Effetti del Buon Governo in città, 1338-1340, Sala della Pace, Palazzo Pubblico, Siena

Si trova sulla parete laterale destra (guardando l'allegoria del Buon Governo ed avendo la finestra alle spalle) e forma, insieme agli Effetti del Buon Governo in Campagna che si trovano sulla stessa parete vicino alla finestra, un unico affresco. È la diretta emanazione degli Effetti del Buon Governo appena descritti e doveva rappresentare con un esempio eloquente gli obiettivi dei governanti della città. La città è dominata da una moltitudine di vie, piazze, palazzi, botteghe. Sono molti gli ornamenti, come le bifore sulle finestre, i tetti merlati, le mensole sagomate sotto i tetti, gli archi, le travi in legno, le piante e i fiori sulle terrazze, l'altana dipinta. Un lusso che solo il Buon Governo può assicurare. In alto a sinistra spuntano il campanile e la cupola del Duomo, simboli della città del tempo.
La città è poi popolata da abitanti laboriosi, dediti all'artigianato, al commercio, all'attività edilizia. In primo piano vediamo una bottega di scarpe dove l'artigiano vende ad un compratore accompagnato da un mulo. In alto si vedono alcuni muratori impegnati nella costruzione di un edificio. Non manca neppure un riferimento allo studio, come dimostra un signore ben vestito in cattedra che insegna di fronte ad un uditorio attento.
Ci sono anche attività non lavorative, come è logico aspettarsi in una città pacifica e florida. Una fanciulla a cavallo con la corona in testa si prepara al matrimonio, osservata da due donne che si stringono l'una nell'altra e da un altro giovane di spalle, e seguita da due giovani a cavallo e, più indietro, da altri due giovani a piedi. Molto bello è il gruppo di danzatrici che si tengono per mano e ballano al ritmo dato da una suonatrice di cembalo, nonché cantante.
La città è delimitata e separata dalla campagna del contado dalle mura rappresentate di scorcio. E proprio in prossimità delle mura la piazza sembra popolata da quelle attività lavorative cittadine che più hanno legami con la campagna: in basso a destra un pastore sta lasciando la città per dirigersi in campagna insieme al suo gregge di pecore. Più in alto due muli sono carichi di balle di lana, altri recano fascine, mentre un signore ed una signora a piedi portano, rispettivamente, un cesto di uova ed un'anatra. Tutta merce proveniente dalla campagna per essere venduta in città.
La città rappresenta l'unione armonica delle virtù civili: Sapienza, Coraggio, Giustizia e Temperanza. In primo piano il motivo della danza allude al tema della Concordia, virtù indispensabile per la convivenza pacifica.. Gli edifici cittadini non seguono una geometria comune, tant'è che risultano più opprimenti, imponenti e massicci che nella realtà.
L'affresco ha subito un rifacimento trecentesco nel margine sinistro, approssimativamente fino all'altezza della prima trave del soffitto.

### Effetti del Buon Governo in campagna

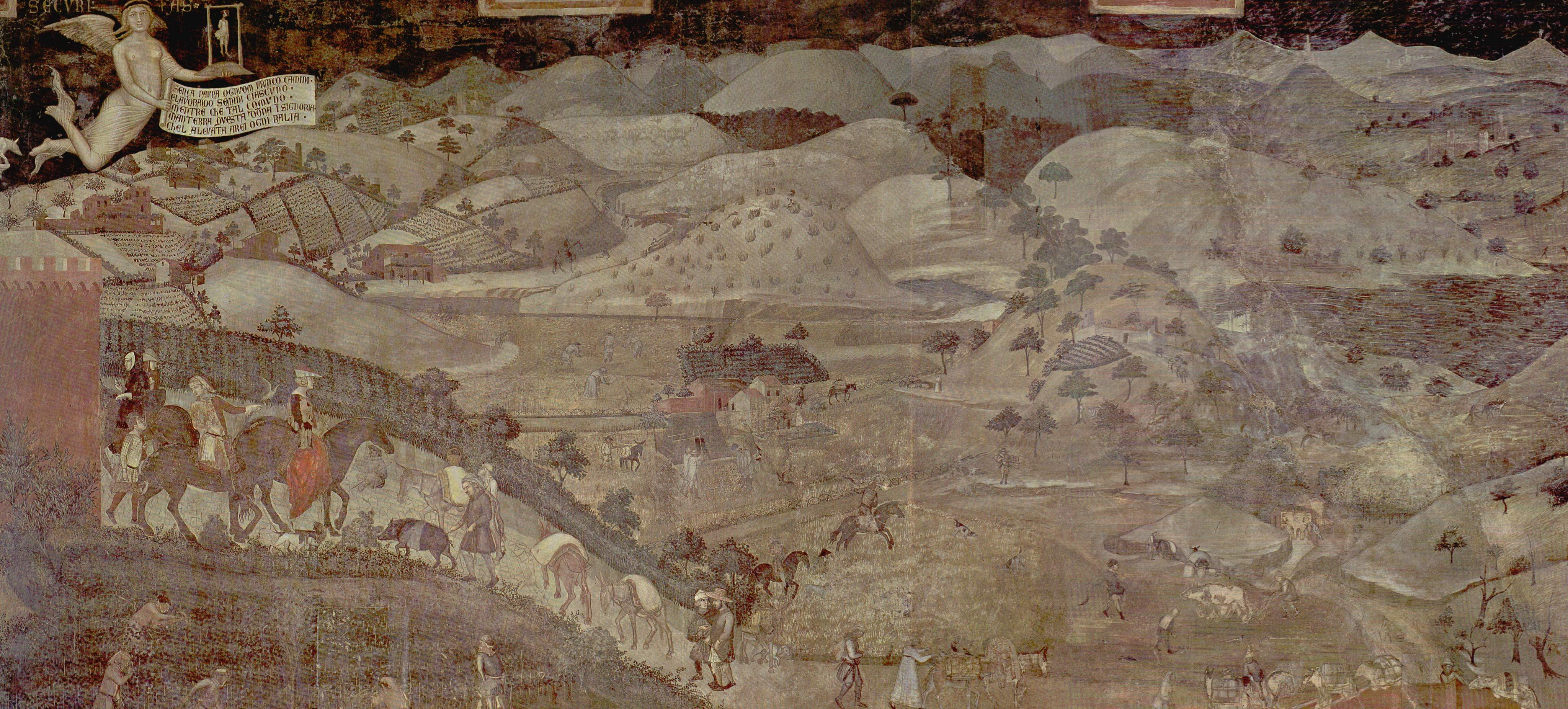
Effetti del Buon Governo in campagna, 1338-1339, Sala della Pace, Palazzo Pubblico, Siena

Si trova sulla stessa parete laterale destra in cui si trovano Gli Effetti del Buon Governo in Città appena descritti, formando con questi ultimi un unico affresco. In campagna si vedono cittadini e contadini che viaggiano sulle strade, giovani a caccia con la balestra tra vigne ed ulivi, contadini che seminano, zappano ed arano la terra, tenute dominate da vigne ed uliveti. Sono riconoscibili anche case coloniche, ville, borghi fortificati. In aria vola la personificazione della Sicurezza, che regge un delinquente impiccato, simbolo di una giustizia implacabile con chi trasgredisce le leggi, e un cartiglio:
Da notare come questa figura sia nuda, una dei primi nudi con significato positivo del medioevo (la nudità era al tempo usata solo per rappresentare le anime dei dannati). Nel cartiglio viene ricordato che, fintanto che regnerà la Sicurezza, ognuno potrà percorrere la città e la campagna in piena libertà. L'ideale del Lorenzetti per un Comune forte e giusto è mostrato dal contrasto tra la sensualità della figura allegorica e la cruda allusione alla pena di morte: proteggere coloro che agiscono bene e punire chi non rispetta le leggi.
Le attività contadine che si svolgono in campagna riguardano periodi diversi dell'anno, come l'aratura, la semina, la raccolta, la mietitura, la battitura del grano. Evidentemente il pittore era più intenzionato a mostrare la condizione di floridezza e di sicurezza della campagna in tutti i suoi aspetti piuttosto che ad offrire una fotografia realistica di un preciso momento.
A partire dalla porta delle mura della città inizia una strada lastricata in discesa, che porta alla campagna del contado. Il pendio della strada vuole riprodurre in maniera realistica l'altitudine della città di Siena, dove alcune porte si trovano davvero ad una certa altezza e sono raggiungibili solo tramite strade in salita. Sulla strada vediamo dei nobili a cavallo che si stanno recando a caccia col falcone in campagna mentre incrociano due borghesi ben vestiti, anch'essi a cavallo, che stanno rientrando in città. Uno dei signori a cavallo, quello sulla destra, è una dama, a dimostrare come la campagna sia talmente sicura che le donne possono tranquillamente percorrerla per diletto e svago. Un contadino entra in città a piedi conducendo un maiale (un esemplare tipico di cinta senese), un altro conduce un mulo con un sacco ed una cesta, mentre altri ancora più in basso recano sulle some dei loro muli sacchi di farina o granaglie, tutta merce da vendere in città. Ancora più in basso due contadini camminano e conversano, portando in città delle uova. Sul ciglio della stessa strada, all'altezza dei cacciatori a cavallo, troviamo un mendicante seduto. In questa stratificazione sociale si vede la politica del Governo dei Nove, fedelmente riportata su affresco dal pittore: Buon Governo non significava appianare le disuguaglianze sociali, ma fare in modo che ciascun strato sociale potesse stare ed operare al proprio posto, in sicurezza. Nella raffigurazione della campagna non sono tenute in considerazione le regole della prospettiva, infatti si nota che gli alberi e gli edifici all'orizzonte presentano le stesse dimensioni di quelli vicini.
L'affresco ha subito un rifacimento quattrocentesco nel margine destro, su una superficie triangolare delimitata approssimativamente dal lato che va dalla penultima trave del soffitto al margine inferiore destro. È ancora visibile ciò che rimane della scritta "Talamone", apposta nel corso di un successivo intervento. L'intento dell'apposizione della scritta era quello di simboleggiare l'estensione fino al mare del territorio della Repubblica di Siena, rappresentandovi il porto di Talamone. Si pensa però che Ambrogio Lorenzetti avesse in realtà dipinto solo un semplice lago.

### Allegoria del Cattivo Governo

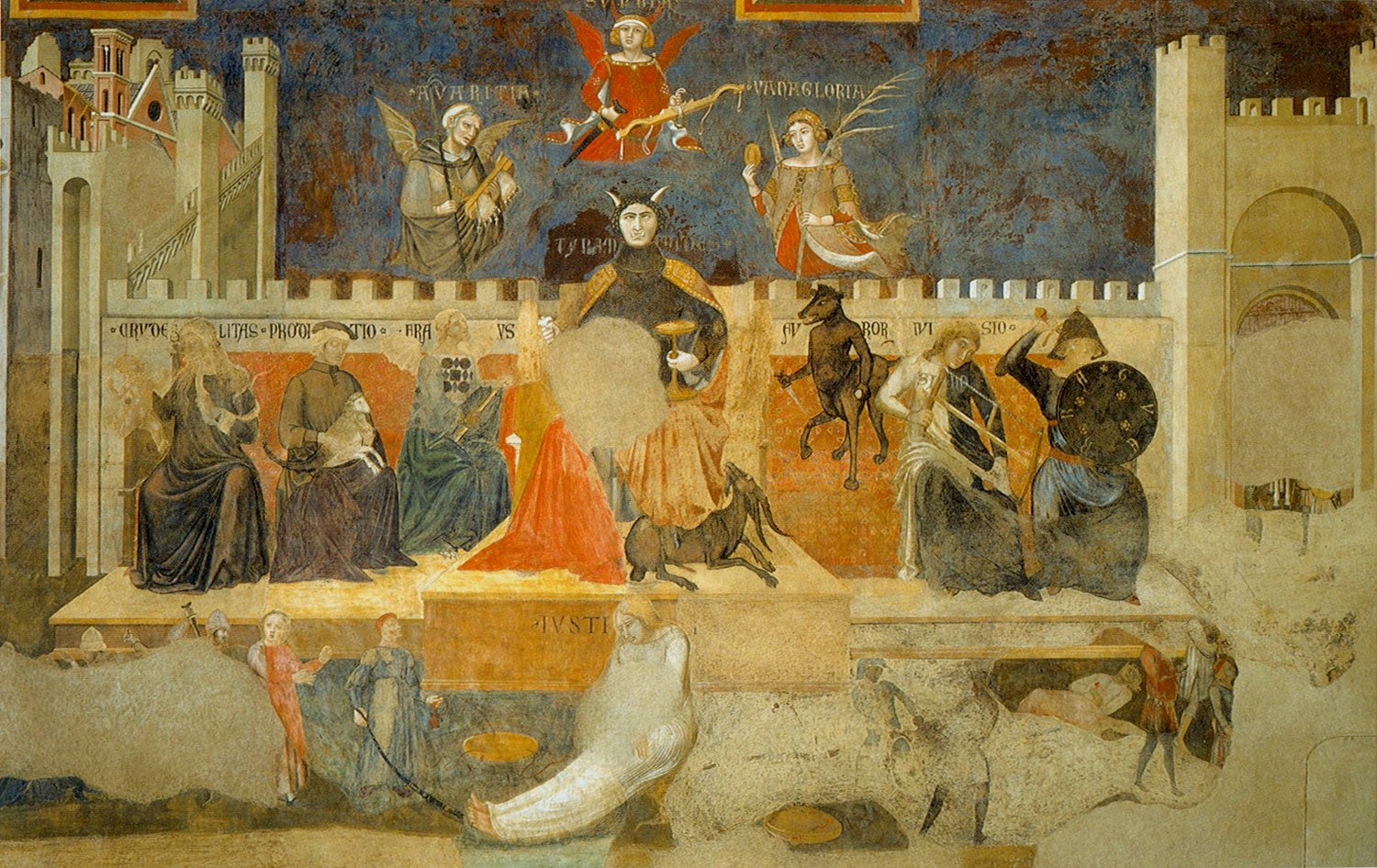
Allegoria del Cattivo Governo, 1338-1339, Sala della Pace, Palazzo Pubblico, Siena

Si trova sulla parete laterale sinistra, più precisamente nella zona destra della parete. Dipinto in maniera speculare all'Allegoria del Buon Governo, doveva permettere il diretto confronto didascalico con quell'affresco. Al centro siede in trono la personificazione della Tirannide (Tyrannide), figura mostruosa con le zanne, le corna, una capigliatura demoniaca, gli occhi strabici e i piedi artigliati, in decisa contrapposizione con il Comune nell'Allegoria del Buon Governo. La tirannide non ha alcuna corda vincolante e ai suoi piedi è accasciata una capra nera demoniaca, antitesi della lupa allattatrice dei gemelli. Sopra di lei volano tre vizi alati, sostituitisi alle tre virtù teologali dell'altro affresco. Questi sono l'Avarizia (Avaritia), con un lungo uncino per arpionare avidamente le ricchezze e due borse le cui aperture sono strette in una morsa, la Superbia (Superbia), con la spada e un giogo, e la Vanagloria (Vanagloria), con uno specchio per ammirare la propria bellezza materiale e una fronda secca, segno di volubilità.
Accanto alla Tirannide siedono invece le personificazioni delle varie sfaccettature del Male, opposti alle virtù cardinali, alla Pace e alla Magnanimità dell'Allegoria del Buon Governo. A partire da sinistra troviamo la Crudeltà (Crudelitas), intenta a mostrare un serpente ad un neonato; il Tradimento (Proditio), con un agnellino tramutato in scorpione a livello della coda, simbolo di falsità; la Frode (Fraus), con le ali e i piedi artigliati; il Furore (Furor), con la testa di cinghiale, il torso di uomo, il corpo di cavallo e la coda di cane, simbolo di ira bestiale; la Divisione (Divisio), con il vestito a bande bianche e nere verticali (rovesciamento della balzana senese, che invece ha le bande orizzontali) e con la sega, antitesi della pialla livellatrice di contrasti della Concordia nell'Allegoria del Buon Governo; la Guerra (Guerra), con la spada, lo scudo e la veste nera.
Sotto la Tirannide troviamo invece la Giustizia, che era assisa in trono nell'Allegoria del Buon Governo, ma che adesso è a terra, soggiogata, spogliata del mantello e della corona, con le mani legate, i piatti della bilancia rovesciati per terra e l'aria mesta. È tenuta con una corda da un individuo solo piuttosto che dalla comunità intera. Accanto a lei ci sono le vittime del malgoverno, cioè i cittadini. Questa è anche la parte più lacunosa dell'affresco: a destra della Giustizia soggiogata vediamo due individui contendersi un neonato con la violenza e, ancora più a destra, altri individui lasciare con le mani mozze due cadaveri a terra; la scena alla sinistra della Giustizia risulta di difficile interpretazione, mentre siamo del tutto impossibilitati a cogliere i personaggi rappresentati sotto l'arco all'estrema destra dell'affresco, una porta cittadina dove doveva avvenire qualche misfatto.
Superbia, Avarizia e Vanagloria, che come detto fanno da contorno al tiranno, sono tre peccati capitali già presenti nella Divina Commedia dantesca. Nel canto VI dell'inferno si trova il concetto dell'avarizia, dove il peccatore Ciacco chiede a Dante informazioni sull'andamento socio-politico della sua terra, Firenze. Un altro riferimento alla massima opera dantesca è relativo alla vanagloria, che è possibile ricercare nel XIII canto del Purgatorio, ove i condannati sono, in buona parte, provenienti dalla città di Siena: un luogo dove prevale il clima di guerra, suscitato dalle raffigurazioni di strade e ponti percorsi solamente da soldati. Le tre allegorie dei peccati possono simboleggiare le tre famiglie principali di Firenze, che erano in lotta per il potere. Nell'Allegoria è possibile notare la scena di un delitto. Qui viene presentato un corpo inerte per terra, con due soldati che arrestano l'accusato, vestito di porpora, colore che rievoca i tratti dell'innocenza morale della persona nel Cattivo Governo. 
L'affresco, sebbene diviso in tre registri al pari dell'Allegoria del Buon Governo, ha una complessità inferiore rispetto a quest'ultimo: i cittadini appaiono in numero minore nel terzo registro e l'apparato della Giustizia è ridotto ad una figura spoglia, oltretutto declassata al terzo registro essendo de-istituzionalizzata.

### Effetti del Cattivo Governo in città
Si trova su una delle due pareti laterali, quella a sinistra dell'Allegoria del Cattivo Governo. La città è pericolante e piena di macerie, perché i suoi cittadini distruggono anziché costruire, vi si svolgono omicidi, vengono arrestati innocenti, le attività economiche sono miserabili.

### Effetti del Cattivo Governo in campagna
Gli effetti della tirannide si ripercuotono infine sulla campagna, invasa da eserciti e data alle fiamme insieme ad alcune abitazioni, mentre i pochi contadini presenti appaiono totalmente inadatti al loro ruolo.  In cielo vola il fosco Timore, che si contrappone quindi alla figura della Sicurezza negli Effetti del Buon Governo in campagna.

## Stile
Nel dipingere le scene Ambrogio ricorse a stratagemmi fini, per esempio nel Buon Governo la prospettiva e la luce sono costruite in modo da mostrare serenamente la città fino in profondità. La composizione è paratattica, idealizzata e complessa. La prospettiva si manifesta grazie a più punti di vista, attraverso i quali si esprime la profondità. Non c'è una fonte di luce ben definita che fornisce l'illuminazione al paesaggio. Per quanto riguarda il colore, vengono utilizzate varie sfumature, più accese per la città rispetto a quelle utilizzate per la campagna, dove prevalgono il giallo e il verde. Il colore è steso in modo omogeneo. La scura città del Cattivo Governo dà subito una sensazione di disarmonia, con tetri edifici che bloccano la visuale.
Influenzato dalla prima formazione avvenuta a Siena, Ambrogio tuttavia si discostò dai caratteri dominanti di tale arte tanto che è difficile ritenerlo un esponente tipico della pittura senese del Trecento.
Nell'affresco viene rappresentato il paesaggio rurale e urbano che, per la prima volta nella storia della pittura gotica italiana, diventa soggetto principale; in passato veniva ignorato a favore del fondo oro o utilizzato semplicemente come sfondo di una narrazione. Nella rappresentazione il pittore, pur prendendo la realtà come modello, la trasforma idealizzandola con particolare cura del dettaglio. Tuttavia questa rappresentazione non era fine a se stessa (volontà di portare una testimonianza di un paesaggio), ma fa parte di un preciso messaggio politico, veicolato dal paesaggio: la campagna qui illustra allegoricamente un concetto (l'effetto di un regime politico), e non un semplice paesaggio.